# Хильзенрат, Эдгар
Эдгар Хильзенрат (2 апреля 1926 — 30 декабря 2018) — немецкий писатель.
Родился в Лейпциге. Он бежал с семьей в Румынию, но в 1941 году оказался с матерью и сестрой в гетто в Могилеве-Подольском. После завершения Второй мировой войны Хильзенрат уехал в Британскую Палестину, потом в начале 1950-хх годов эмигрировал в США, а в 1975 году вернулся в Германию. В своих романах он рассказывает о юношеских переживаниях в гетто.
Его самыми известными произведениями являются романы Ночь, Нацист и парикмахер, Сказка последней мысли (в русском переводе известна под названием Предсмертная сказка). Э. Хильзенрат награждён многими премиями. Книги Хильзенрата расходились миллионными тиражами.

## Награды
- 1989: Премия Альфреда Дёблина (за «Сказку последней мысли»)
- 1992: Премия Хайнца Галински
- 1994: Ханс-Эрих-Носсак-Прейс
- 1996: Литературная премия Якоба Вассермана
- 1998: Премия Ханса Саля
- 2004: Премия Леона Фейхтвангера
- 2006: Немецкая премия в области аудиокниг за фильм «Нацист и парикмахер»
- 2006: Национальная премия Армении по литературе.
- 2006: Почетный доктор Ереванского государственного университета.
- 2009: Памятная награда
- 2016: Премия Хильде Домин за литературу в изгнании.

За значительный вклад в дело признания геноцида армян Эдгар Хильзенрат удостоен Премии Президента Республики Армения 2006 года.